# Geriadur brezhoneg An Here
 (octobre 2013).
Si vous disposez d'ouvrages ou d'articles de référence ou si vous connaissez des sites web de qualité traitant du thème abordé ici, merci de compléter l'article en donnant les références utiles à sa vérifiabilité et en les liant à la section « Notes et références ».
Geriadur Brezhoneg An Here (Dictionnaire de la langue bretonne d'An Here en français), est un dictionnaire breton monolingue, publié en 2001 par les éditions An Here et qui contient 21 300 entrées dans ses 1 436 pages. 
Il est le dictionnaire le plus important réalisé en langue bretonne.

## Auteurs
Il a été rédigé par une équipe dirigée par Martial Ménard et Iwan Kadored. La page où figurent les noms des collaborateurs contient 47 noms « sans oublier tous les participants au dictionnaire précédent ». 
La page consacrée au conseil scientifique de l'ouvrage présidé par Pierre Denis contient 15 noms.

## Contenu
Les articles du dictionnaire ont été rédigés par des contributeurs divers ou des personnes salariées par l'éditeur.
Les articles contiennent de nombreux exemples extraits d'ouvrages en breton, œuvres littéraires ou revues, du XIXe ou du XXe siècle, mais parfois au-delà.

## Histoire
En 1995, les éditions An Here publient un premier dictionnaire monolingue breton, qui porte sur la couverture Geriadur brezhoneg gant skouerioù ha troiennoù, ce qui signifie Dictionnaire de breton avec exemples et expressions. Il contient 10 000 entrées, 40 000 exemples, 52 rédacteurs mentionnés.
En 1997 les éditions An Here embauchent une équipe :
- pour la rédaction d'une seconde version augmentée, d'abord prévue pour 2000 ;
- pour la rédaction de dictionnaires scolaires.

et partent à la recherche de subventions.

### Affaire
Le 26 avril 2000, un article du Canard enchaîné qualifie le dictionnaire d'« abécédaire du nationalisme breton, tendance dure » et y relève 6 citations (sur les 40 000) qu'il qualifie d'« anti-françaises ». L'article mentionne également des « références idéologiques peu reluisantes », cite la présence, parmi la quarantaine de contributeurs, du linguiste Alan Heusaff, ancien membre de la milice bretonne collaboratrice Bezen Perrot, et relève la dédicace de l'ouvrage à un autre linguiste, Roparz Hemon, condamné à la Libération à une peine d'indignité nationale.
Martial Ménard, directeur d'An Here, rédige une réponse (dont la publication est refusée par le Canard enchaîné) où il relève la présence de citations qu'il juge comparables dans les dictionnaires français.
En 2001, les noms de Roparz Hemon et Alan Heusaff disparaissent de la seconde édition du dictionnaire.
La liquidation judiciaire des éditions An Here est prononcée en 2006 à la suite d'un redressement colossal infligé par l'Urssaf, celle-ci considérant que les collaborateurs du Geriadur ar Brezhoneg étaient en fait des salariés dissimulés.

## Dictionnaires monolingues bretons précédents
- Roparz Hemon commença, seul, alors qu'il vivait en Irlande, la rédaction d'un dictionnaire monolingue, dont les pages furent publiées dans le périodique Ar Bed Keltiek. L'ouvrage resta inachevé.
- La première édition du geriadur hollvrezhonek (dictionnaire entièrement en breton) d'An Here contenait 10 350 entrées. Il a fait l'objet d'une controverse (voir affaire du dictionnaire breton).